# Psoriasi pustolosa
La psoriasi pustolosa è una forma di psoriasi caratterizzata dalla comparsa di lesioni cutanee simili a pustole, seppure risultino prive di pus in quanto non si originano in un contesto di infezione locale; è relativamente rara, rappresentando solo il 3% circa di tutti i casi di psoriasi.

## Quadro clinico
La psoriasi pustolosa può apparire sotto forma di lesioni in un'area ristretta, sull'intera superficie dei palmi delle mani e delle piante dei piedi oppure, nei casi più gravi, sotto forma di lesioni che possono interessare la cute in molteplici aree del corpo.
La psoriasi pustolosa dei palmi delle mani si presenta soprattutto in soggetti adulti; le lesioni si localizzano solitamente sull'eminenza tenar e sull'eminenza ipotenar delle mani, più raramente nella porzione più distale dei palmi; esse possono presentarsi anche sulle piante dei piedi. L'andamento della malattia è remittente, ossia presenta periodi di esacerbazione dei segni clinici che si alternano a periodi di regressione delle lesioni, che tuttavia non scompaiono mai completamente. La terapia topica di questa forma di psoriasi, a base di apposite creme e pomate, tende a dare scarsi risultati.
Nella psoriasi pustolosa generalizzata, detta anche psoriasi di von Zumbusch, le lesioni simil-pustolose si distribuiscono su gran parte della superficie corporea e possono essere accompagnate da sintomi sistemici, come febbre e malessere generale. Questa sintomatologia può degenerare in complicanze anche gravi, quali una marcata ipoalbuminemia, ipocalcemia, danni renali causati dalla necrosi tubulare acuta, danni epatici e un quadro di poliartrite.